# Ramón Candelario
Ramón Candelario es un futbolista mexicano que jugó de defensa. Durante su carrera anotó 4 goles con los Leones Negros y 8 con el Morelia. Fue expulsado únicamente en 2 ocasiones, jugando 202 partidos y 17 456 minutos en Primera división. 

## Clubs
- Leones Negros de la Universidad de Guadalajara (1979 - 1983)
- Atlético Morelia (1983 - 1985)

- Datos: Q6099498